# Saint-Clément-sur-Guye
Saint-Clément-sur-Guye település Franciaországban, Saône-et-Loire megyében. Lakosainak száma 139 fő (2022. január 1.). Saint-Clément-sur-Guye Genouilly, Burnand, Burzy, Curtil-sous-Burnand, Joncy és Vaux-en-Pré községekkel határos.

## Népesség
A település népessége az elmúlt években az alábbi módon változott:
| Lakosok száma | 135  | 132  | 134  | 131  | 131  | 129  | 132  | 136  | 139  |
|               | 2013 | 2015 | 2016 | 2017 | 2018 | 2019 | 2020 | 2021 | 2022 |